# 92e division d'infanterie (Empire allemand)
La 92e division d'infanterie est une unité de l'armée allemande créée en 1916 qui participe à la Première Guerre mondiale sur le front de l'est. La division, de faible valeur combattante, est principalement utilisée dans des secteurs calmes du front, puis au cours de l'année 1918 dans l'occupation de l'Ukraine. En 1919, la division est rapatriée en Allemagne et dissoute la même année.

## Première Guerre mondiale

### Composition

#### 1917
- 28e brigade d'infanterie de Landwehr

419e régiment d'infanterie
432e régiment d'infanterie
39e régiment d'infanterie de Landwehr
- 2e régiment d'artillerie de campagne
- 892e batterie d'artillerie de campagne
- 346e compagnie de pionniers

#### 1918
- 28e brigade d'infanterie de Landwehr

32e régiment d'infanterie de Landwehr
39e régiment d'infanterie de Landwehr
404e régiment d'infanterie
- 4e escadron du régiment de hussards du Corps de la Garde
- 12e régiment d'artillerie de campagne de Landwehr
- 1re compagnie de pionniers de Landwehr du 4e district

### Historique

#### 1916 - 1917
- novembre 1916 - 15 juillet 1917 : occupation d'un secteur en Volhynie le long du Styr et le long la voie ferrée reliant Kovel à Sarny.
- 15 juillet 1917 - janvier 1918 : mouvement en Galicie, occupation d'un secteur à l'est de la région de Zolotchiv.

#### 1918
- janvier - 18 février : retrait du front, repos dans la région de Zboriv.
- 18 février 1918 - janvier 1919 : la division pénètre en Ukraine, occupation du territoire.

23 avril : la division est dans la région de Kiev.
27 avril : le 404e régiment d'infanterie est localisé à Klintsy. La division fait partie des troupes d'occupation de l'Ukraine, elle y est encore stationnée à la signature de l'armistice. Au cours de l'année 1919, elle est transférée en Allemagne et dissoute la même année.

## Chefs de corps
| Grade           | Nom                      | Date                         |
| --------------- | ------------------------ | ---------------------------- |
| Generalmajor    | Rudolf Rusche            | 19 septembre - 21 avril 1917 |
| Generalleutnant | Heinrich von Vietinghoff | 22 avril - 13 mai 1917       |
| Generalleutnant | Theodor Melior (de)      | 14 mai 1917 - mars 1919      |